# La Corbeille de pommes
La Corbeille de pommes est un tableau réalisé par le peintre français Paul Cézanne vers 1893. Cette huile sur toile est une nature morte qui représente une table à la nappe froissée sur laquelle sont posées une corbeille de pommes, une bouteille et une assiette de biscuits empilés. Passée de la galerie Vollard à la galerie Bernheim-Jeune, puis des mains de Paul Cassirer à celles Jos Hessel, et plus tard de Paul Rosenberg, l'œuvre fait partie depuis 1926 des collections de l'Art Institute of Chicago, à Chicago, dans l'Illinois, aux États-Unis.